# Dineura virididorsata
Dineura virididorsata är en stekelart som först beskrevs av Anders Jahan Retzius 1783.  Dineura virididorsata ingår i släktet Dineura, och familjen bladsteklar. Arten är reproducerande i Sverige.